# Liste der Monuments historiques in Le Cateau-Cambrésis
Die Liste der Monuments historiques in Le Cateau-Cambrésis führt die Monuments historiques in der französischen Gemeinde Le Cateau-Cambrésis auf.

## Liste der Bauwerke
| Bezeichnung                               | Beschreibung | Standort                                             | Kennzeichnung | Schutzstatus | Datum | Bild           |
| ----------------------------------------- | ------------ | ---------------------------------------------------- | ------------- | ------------ | ----- | -------------- |
| Brauerei und Mälzerei Lefebvre-Scalabrino |              | 14, rue du Marché-aux-Chevaux Rue Jean-Jaurès (Lage) | PA59000054    | Classé       | 2000  | weitere Bilder |
| École maternelle Henri-Matisse            | Schule       | Avenue Henri-Matisse (Lage)                          | PA59000083    | Inscrit      | 2001  |                |
| Kirche St-Martin                          |              | (Lage)                                               | PA00107427    | Classé       | 1909  | weitere Bilder |
| Schulzentrum Auguste-Herbin               |              | Place du 3-Septembre-1944 Rue Cuvier (Lage)          | PA59000084    | Inscrit      | 2001  |                |
| Hôtel de Ville                            |              | (Lage)                                               | PA00107428    | Classé       | 1909  | weitere Bilder |
| Palast der Erzbischöfe                    |              | (Lage)                                               | PA00107429    | Inscrit      | 1944  |                |

## Liste der Objekte
- Monuments historiques (Objekte) in Le Cateau-Cambrésis in der Base Palissy des französischen Kultusministeriums